# Borneo Południowe
Borneo Południowe (indonez. Kalimantan Selatan) – prowincja w Indonezji w południowej części wyspy Borneo. Powierzchnia 38 744 km²; 4,2 mln mieszkańców (2018); stolica Banjarbaru. Najmniejsza i zarazem najgęściej zaludniona prowincja Kalimantanu.

## Geografia
Powierzchnia głównie nizinna, pokryta w większości terenami bagiennymi, liczne rzeki (prowincja nazywana jest Krajem tysiąca rzek), największe z nich: Barito, Negara, Martapura. We wschodniej części tereny wyżynne i górskie (Gunung Besar 1892 m n.p.m.), porośnięte lasem równikowym. Do prowincji należą także mniejsze wyspy na cieśninie Makasar u południowo-wschodniego wybrzeża Borneo (m.in. Laut i Sebuku).

## Gospodarka
Gospodarka opiera się na rolnictwie (najważniejsze produkty: orzechy kokosowe, kakao, goździki, kauczuk), eksploatacji lasów (rattan, drewno, (m.in. heban), żywica) i rybołówstwie (tuńczyki). Wydobywana jest ropa naftowa, węgiel, rudy żelaza, złoto, diamenty.

## Demografia
Największą grupą etniczną są Bandżarowie, którzy stanowią ok. 75% ludności, zamieszkują głównie wzdłuż wybrzeża. 98% ludności wyznaje islam.

## Podział administracyjny
Prowincja ta dzieli się na 11 kabupatenów i 2 kota:
- Okręgi miejskie (kota):
  - Banjarbaru
  - Banjarmasin
- Kabupateny:
  - Balangan
  - Banjar
  - Barito Kuala
  - Hulu Sungai Selatan
  - Hulu Sungai Tengah
  - Hulu Sungai Utara
  - Kotabaru
  - Tabalong
  - Tanah Bumbu
  - Tanah Laut
  - Tapin